# Троянский, Сергей Васильевич
Сергей Васильевич Троянский (1901, Богородицк Тульской области — 1 августа 1983, Москва) — советский учёный-горняк, специалист в области гидрогеологии и инженерной геологии, доктор геолого-минералогических наук, профессор Московского горного института. Лауреат Сталинской премии СССР, заслуженный деятель науки и техники РСФСР.

## Биография
Сергей Васильевич Троянский родился в 1901 году в г. Богородицке Тульской области в многодетной семье почтового работника. Он рано лишился отца и вынужден был трудиться ещё со школьного возраста. Работал слесарем, электриком, учителем рисования, одновременно учился и участвовал в работе по ликвидации безграмотности среди взрослых.
В 1922 г. С. В. Троянский поступил на геологический факультет Московской горной академии. Ещё студентом одновременно работал геологом, часто и много ездил по стране. Окончил Горную академию в 1929 г. Затем работал начальником партии в Донбассе и Подмосковном угольном бассейне, а с 1940 г. по 1947 г. — главным инженером и главным геологом в Московском геологическом управлении. В конце августа 1941 года заместитель начальника управления С. В. Троянский занимался эвакуацией из Москвы в Моршанск геологического фонда Московского геологического управления.
Во время Великой Отечественной войны выполнял правительственные задания по обеспечению промышленности страны огнеупорным сырьем и алюминием. За участие в работах по осушению Подмосковного буроугольного бассейна С. В. Троянский в 1949 г. был удостоен звания лауреата Сталинской премии — «за разработку и внедрение нового метода глубокого осушения водообильных угольных месторождений».
Ещё в начале войны С. В. Троянскому за разработанные и внедренные в нашей стране и за рубежом методы прогноза водопритоков в горные выработки без защиты была присуждена ученая степень кандидата геолого-минералогических наук.
В 1946 г. защитил докторскую диссертацию по теме «Научные основы горно-рудничной гидрогеологии». С 1947 до 1976 г. он руководил кафедрой геологии в Московском горном институте (сейчас — Горный институт НИТУ «МИСиС»), в 1950—1954 гг. и в 1961 г. совмещал заведование кафедрой с работой в качестве проректора МГИ по учебной и научной работе.
Скончался 1 августа 1983 года.

## Научная и педагогическая деятельность
Научная деятельность С. В. Троянского была тесно связана с задачами практики, а её эффективность определялась большим опытом работы в различных районах страны — Подмосковном, Соколовско-Сарбайском, Донецком, Карагандинском бассейнах, КМА, СУБРе, в Казахстане, на острове Вайгач.
Научные положения горно-рудничной гидрогеологии представлены С. В. Троянским в известной книге «Общая и горно-рудничная гидрогеология» (1960 г.), на которой воспитывалось не одно поколение горных инженеров и геологов. Наибольший научный и практический интерес представляют разработанные им положения о режимах водопоступления и прорывах подземных вод в горные выработки, методах определения водопритоков (принцип «большого» колодца, получивший имя проф. С. В. Троянского), закономерностях фильтрации подземных вод, вертикальной зональности вод артезианских бассейнов, гидрогеологической классификации месторождений полезных ископаемых.
Гидрогеологические научные обобщения, сделанные С. В. Троянским, носят региональный характер и охватывают Подмосковный угольный бассейн, Подмосковную синеклизу в целом, Центральный Казахстан, Центральную Анатолию Турции. Они освещены в работах «Артезианские воды карбона Подмосковной котловины», «Гидрогеологическое описание Подмосковного угольного бассейна», «Гидрогеологические условия Казахстана», «Гидрогеологические очерки Турции», «Ресурсы подземных вод СССР».
Большую эрудицию и огромный опыт С. В. Троянский использовал при работе в качестве эксперта Технического совета Наркомхоза, Госплана СССР, Госстроя СССР, ГКЗ СССР и др. Он читал лекции во многих вузах страны: в Якутске, Иркутске, Алма-Ате, Харькове, Донецке, Московских геологоразведочном и строительном институтах.

## Награды и звания
Лауреат Сталинской премии СССР, заслуженный деятель науки и техники РСФСР. Награждён орденом Трудового Красного Знамени, знаками «Ударник Минчермета», «Шахтерская слава» III степени и многими медалями.